# ヘンリー・ドレイパー

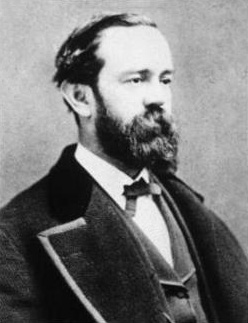
Henry Draper.

ヘンリー・ドレイパー (Henry Draper、1837年3月7日- 1882年11月20日) は、アメリカ合衆国の医者・天文学者である。天体写真の天文学に応用を進めた。没後アニー・ジャンプ・キャノンやエドワード・ピッカリングによって分類・整理されて発表されたものがヘンリー・ドレイパーカタログ（HD星表）として知られる。
ニューヨーク大学の医学・化学の教授のジョン・ウィリアム・ドレイパーの息子として生まれた。父親は1840年頃、望遠鏡を使った月の写真を初めてとったことでも知られている。
ヘンリー・ドレイパーも医学を学びBellevueの病院で働いた後、1872年にニューヨーク大学で医者と薬学の教授となった。1857年にアイルランドの天文学者ロス卿を訪問し、2年後、父親の私設天文台にダニエル兄弟の助けを借りて天体写真撮影に適した望遠鏡を設置した。1870年にさらに口径の大きい望遠鏡を設置した。1872年に恒星のスペクトル撮影に成功した。1874年の金星の日面通過の写真観測を指揮し、1880年にオリオン大星雲の写真を初めて撮影した。1874年にはSkladanek兄弟と土星を初めて撮影した。彗星の尾のスペクトル撮影も行った。ロッキー山脈での観測で、病を得て急死した。没後未亡人によって資金が提供され、天文学の発展に貢献に対して贈られるヘンリー・ドレイパー・メダルが設けられた。